# Indice céphalique
L’indice céphalique ou indice crânien est le rapport entre la largeur maximale et la longueur maximale du crâne de vertébrés mesurées dans le plan horizontal. Il a été principalement utilisé par les anthropologues au début du XXe siècle pour classer les populations humaines selon l'indice de leur crâne, et jusque dans les années 1960 par Carleton Coon dont les études anthropologiques sont accusées de consolider un discours racialiste ou raciste.

## Historique et dérives
Il a été défini par le professeur d'anatomie suédois Anders Retzius (1796-1860) qui distingue les individus au crâne allongé (« dolichocéphales ») et les individus au crâne court (« brachycéphales »). Le terme « mésocéphale » a été introduit par Paul Broca en 1861 pour désigner les crânes intermédiaires.
À l'origine, l'indice céphalique a été utilisé en anthropologie physique dans le but d'établir une classification des fossiles humains découverts en Europe. La valeur de cet indice ne donne pourtant aucun résultat cohérent par rapport aux races supposées. Le concept a ensuite été repris par les théoriciens racistes tels que Georges Vacher de Lapouge, qui a lui-même inspiré les idéologues nazis. L'objectif était alors de classifier et surtout de hiérarchiser les « races humaines » modernes.
L'anthropologue Franz Boas a pourtant démontré l'influence des facteurs environnementaux sur l'indice céphalique dès 1913. Les descendants des Européens nés en Amérique n'avaient pas le même indice que leurs parents, les changements étaient perceptibles d'une génération à l'autre. Mais les travaux de Boas ont été discutés et les résultats semblent légèrement surévalués,.
Le concept d'indice céphalique reste aujourd'hui accepté et les notions de dolichocéphalie et de brachycéphalie font encore l'objet d'études au sein de l'anthropologie modernes,,,.
Chez l'adulte, l'indice céphalique est utilisé pour la description de l'apparence des individus ou encore pour estimer l'âge des fœtus pour des raisons légales ou obstétricales.

## Valeurs de l'indice
D'un point de vue pratique, les mesures utilisées pour calculer l'indice céphalique sont la largeur maximale du crâne, mesurée au-dessus de la crête supramastoïdienne (derrière les pommettes), et la longueur maximale, mesurée de la glabelle (entre les sourcils) au point le plus proéminent à l'arrière du crâne. L'indice est calculé par la formule :

{\displaystyle IC={\tfrac {Largeur\mathbf {x} 100}{Longueur}}}
Trois classes d'indice ont été distinguées, avec des valeurs limites pouvant varier en fonction des auteurs. Certains utilisent des valeurs différentes selon que l'individu soit mâle ou femelle. Les valeurs indiquées ci-dessous sont les plus courantes :
- IC < 75 : dolichocéphale
- 75 < IC < 80 : mésocéphale ou mésaticéphale
- IC > 80 : brachycéphale

## Indice céphalique chez les animaux
La même terminologie peut également être appliquée aux animaux et il est possible de distinguer des espèces ou des races brachycéphales (affectées de sténose des narines ; Bouledogues), mésocéphales (Labradors) ou dolichocéphales (Lévriers).

## Santé
En France la Haute Autorité de santé a publié une fiche mémo ainsi qu'un document d'information prévenant sur les risques de brachycéphalie et de plagiocéphalie lié au couchage sur le dos des nourrissons. La mesure de l'indice crânien permet le dépistage de ces troubles qui peuvent engendrer, outre un aspect esthétique difforme, des problèmes cognitifs, des problèmes ORL et des déformations des maxillaires pouvant nécessiter de plus ou moins lourds traitements de stomatologie comme la mise en place d'une orthèse[Quoi ?] ou la simple alternance de couchage.